# Nicolas Villeroy
Nicolas Villeroy (14 mai 1759 - 28 décembre 1843) est un entrepreneur français. En 1836, il fonda, avec François Boch, l'entreprise de céramique Villeroy & Boch.

## Biographie
Issu d'une famille appartenant à la moyenne bourgeoisie lorraine au XVIIIe siècle, Nicolas Villeroy naît le 14 mai 1759, à Metz, ville de garnison des Trois-Évêchés. Il travaille d'abord à Traben-Trarbach, chez un viticulteur de Rhénanie, dont il épouse la fille en 1786. Il travaille ensuite, comme agent de la ferme générale, plus exactement, receveur pour la vente du sel à l'étranger, en poste à Saint-Avold entre 1784 et 1790. 

Vers 1789, il s'associe avec Jean Thibault, qui travaillait avec lui à la ferme générale, à Saint-Avold, pour produire de la Faïence à Frauenberg. Il est attiré là par les avantages que lui offre le comte de Vergennes, engagé dans une opération spéculative, la création d'un amalgame de seigneries dotées d'un titre. Vergennes offre aux faïenciers le logement gratuit de l'entreprise et l'espoir du titre de manufacture royale. L'entreprise qui produit de la faïence en cailloutage imitant la porcelaine, consomme beaucoup de charbon. Souhaitant se rapprocher d'un site d'extraction de minerai, l'entreprise s'installe en 1791 à Vaudrevange, localité située alors en Moselle.

À partir de 1797, Nicolas Villeroy rachète les parts de son associé, devenant le propriétaire de la manufacture en 1800. Dans le même temps, il obtient la concession de la mine de charbon d'Hostenbach, voisine de son établissement (à 9 km en amont, le long de la Sarre), et en confie la gestion à son frère. Pendant les guerres napoléoniennes, la production se développe peu à peu, mais il faut attendre 1815 pour que le commerce reprenne ses droits. En 1836, Villeroy s'associe finalement avec Jean-François Boch (1782-1858) pour créer ce qui deviendra rapidement l'entreprise industrielle Villeroy & Boch. Le contrat entre les deux industriels est signée à Fremersdorf.
Nicolas Villeroy décéda le 28 décembre 1843.